# Volume one (Don Williams)
Volume one is een muziekalbum van Don Williams uit 1973. Het is het debuutalbum van de countryzanger, die naar Nashville ging om zijn muziekloopbaan als songwriter voort te zetten.
Dit album behaalde nummer 5 in de Top Country Albums, de Amerikaanse hitlijst voor countrymuziek van Billboard Magazine. Er staan drie nummers op die ook als single werden uitgebracht: Don't you believe, The shelter of your eyes en Come early morning. Deze laatste twee behaalden respectievelijk nummer 14 en 12 in de Hot Country Singles.
Williams heeft (mede) zes nummers geschreven, terwijl ook Bob McDill en Allen Reynolds composities hebben bijgedragen aan dit album. Het album werd uitgebracht door JMI, de studio van Jack Clement in Nashville, en verder ook door het landelijk opererende ABC Records.

## Nummers
| Nummer | Naam                       | Geschreven door                | Duur | Opmerkingen |
| ------ | -------------------------- | ------------------------------ | ---- | ----------- |
| A1     | Come early morning         | Bob McDill                     | 3:08 |             |
| A2     | Too late to turn back now  | Don Williams en Allen Reynolds | 2:03 |             |
| A3     | Endless sleep              | Dolores Nance en Jody Reynolds | 2:11 |             |
| A4     | The shelter of your eyes   | Don Williams                   | 2:58 |             |
| A5     | I recall a gypsy woman     | Bob McDill en Allen Reynolds   | 3:20 |             |
| B1     | No use running             | Don Williams                   | 2:38 |             |
| B2     | How much time does it take | Don Williams                   | 2:32 |             |
| B3     | My woman's love            | Don Williams                   | 3:13 |             |
| B4     | Don't you believe          | Don Williams                   | 2:39 |             |
| B5     | Amanda                     | Bob McDill                     | 3:08 |             |